# Douglas Hedin
Pour les articles homonymes, voir Hédin.
Douglas Hedin est un skieur alpin suédois né le 5 février 1990.

## Carrière
Sa carrière officielle démarre lors de l'hiver 2005-2006. Il prend son premier départ en Coupe d'Europe en novembre 2010 et en Coupe du monde en mars 2012. En décembre de la même année, il signe son unique résultat dans les points (30 premiers) en terminant 22e du super G de Beaver Creek. En janvier 2013, il monte sur son seul podium en Coupe d'Europe à la descente de Wengen. Il se rend ensuite aux Championnats du monde de Schladming, où il participe à trois épreuves. En fin de saison, il remporte deux titres de champion de Suède, à la descente et au super G.

## Palmarès

### Championnats du monde
| Édition / Épreuve        | Descente | Super G | Super combiné |
| ------------------------ | -------- | ------- | ------------- |
| Mondiaux 2013 Schladming | 26e      | 34e     | Abandon       |

### Coupe du monde
- Meilleur classement général : 131e en 2013.
- Meilleur résultat : 22e.

#### Différents classements en Coupe du monde
| Année/Classement | Général | Général | Descente | Descente | Slalom géant | Slalom géant | Slalom | Slalom | Super G | Super G | Combiné | Combiné |
| Année/Classement | Class.  | Points  | Class.   | Points   | Class.       | Points       | Class. | Points | Class.  | Points  | Class.  | Points  |
| ---------------- | ------- | ------- | -------- | -------- | ------------ | ------------ | ------ | ------ | ------- | ------- | ------- | ------- |
| 2013             | 131e    | 9       | -        | -        | -            | -            | -      | -      | 43e     | 9       | -       | -       |

### Universiades
- Erzurum 2011 :

 Médaille de bronze du slalom géant.

### Championnats de Suède
- Champion de la descente et du super G en 2013.